# Radocin
Radocin (prononciation : [raˈdɔt͡ɕin]) est une localité polonaise de la gmina de Siedlisko dans le powiat de Nowa Sól de la voïvodie de Lubusz dans l'ouest de la Pologne.

## Histoire
Au cours du deuxième partage de la Pologne en 1793, le territoire de la localitéest annexé par le Royaume de Prusse. (voir Évolution territoriale de la Pologne)
Après la Seconde Guerre mondiale, avec la mise en œuvre de la ligne Oder-Neisse, la localité retourne à la République populaire de Pologne. La population d'origine allemande est expulsée et remplacée par des polonais.
De 1975 à 1998, la localité appartenait administrativement à la voïvodie de Zielona Góra.

Depuis 1999, elle appartient administrativement à la voïvodie de Lubusz